# Mechanizm jarzmowy
Mechanizm jarzmowy – mechanizm, w którym ruch obrotowy korby przekształcany jest w ruch posuwisto-zwrotny napędzanego elementu.
W mechanizmie jarzmowym ramieniem jest jarzmo z prowadnicą, w której przesuwa się kamień połączony przegubowo z korbą. Ruch obrotowy korby powoduje ruch wahadłowy jarzma, który za pośrednictwem dalszych członów jest zamieniany na ruch posuwisto-zwrotny napędzanego elementu. Mechanizmy te są stosowane przede wszystkim do napędu obrabiarek, w których ruchem roboczym jest ruch prostoliniowy.